# DUOXA2
DUOXA2 (англ. Dual oxidase maturation factor 2) – білок, який кодується однойменним геном, розташованим у людей на 15-й хромосомі. Довжина поліпептидного ланцюга білка становить 320 амінокислот, а молекулярна маса — 34 787.
| 10         |  | 20         |  | 30         |  | 40         |  | 50         |
| ---------- |  | ---------- |  | ---------- |  | ---------- |  | ---------- |
| MTLWNGVLPF |  | YPQPRHAAGF |  | SVPLLIVILV |  | FLALAASFLL |  | ILPGIRGHSR |
| WFWLVRVLLS |  | LFIGAEIVAV |  | HFSAEWFVGT |  | VNTNTSYKAF |  | SAARVTARVR |
| LLVGLEGINI |  | TLTGTPVHQL |  | NETIDYNEQF |  | TWRLKENYAA |  | EYANALEKGL |
| PDPVLYLAEK |  | FTPSSPCGLY |  | HQYHLAGHYA |  | SATLWVAFCF |  | WLLSNVLLST |
| PAPLYGGLAL |  | LTTGAFALFG |  | VFALASISSV |  | PLCPLRLGSS |  | ALTTQYGAAF |
| WVTLATGVLC |  | LFLGGAVVSL |  | QYVRPSALRT |  | LLDQSAKDCS |  | QERGGSPLIL |
| GDPLHKQAAL |  | PDLKCITTNL |  |            |  |            |  |            |

A: Аланін

C: Цистеїн

D: Аспарагінова кислота

E: Глутамінова кислота

F: Фенілаланін

G: Гліцин

H: Гістидин

I: Ізолейцин

K: Лізин

L: Лейцин

M: Метіонін

N: Аспарагін

P: Пролін

Q: Глутамін

R: Аргінін

S: Серин

T: Треонін

V: Валін

W: Триптофан

Задіяний у таких біологічних процесах, як транспорт, транспорт білків, альтернативний сплайсинг. 
Локалізований у мембрані, ендоплазматичному ретикулумі.